# Chudowola (gmina)
Chudowola (od 1929 Michów-Lubartowski) – dawna gmina wiejska na Lubelszczyźnie. Siedzibą władz gminy była Chudowola.
Gmina Chudowola (początkowo gmina Chuda Wola lub gmina Chudawola) była jedną z 14 gmin wiejskich powiatu lubartowskiego guberni lubelskiej. 13 stycznia 1870 do gminy przyłączono pozbawiony praw miejskich Michów. Jednostka należała do sądu gminnego okręgu I w osadzie Michów. W jej skład wchodziła osada Michów oraz wsie Rudzienko (z folwarkiem), Mieszko, Podgórze, Elżbiecin, Majznerzyn, Ujazdówek, Katarzyn, Anielówka, Przechody, Węgielce, Drewnik, Ostrów Szlachecki, Chudawola, Serafin, Adamówka, Skrobaka, Ostrów Wielki i Szczuchnia. Gmina liczyła 4187 mieszkańców (1867 rok). 
W 1919 roku gmina Chudowola weszła w skład polskiego woj. lubelskiego. 5 czerwca 1929 roku jednostkę przemianowano na gminę Michów-Lubartowski.